# Natalia Rodríguez Núñez-Milara
Natalia Rodríguez Núñez-Milara (Madrid, 1990) es una ingeniera de telecomunicaciones y emprendedora española especializada en inteligencia artificial (IA). Es fundadora y directora ejecutiva de Saturno Labs, un laboratorio de innovación tecnológica centrado en el desarrollo de soluciones con impacto social. En 2023, fue galardonada con el Premio Nacional de Innovación en la categoría ‘Joven Talento Innovador’, convirtiéndose en la primera mujer en recibir esta distinción.

## Trayectoria
Se licenció en ingeniería de telecomunicaciones en la Escuela Técnica Superior de Ingenieros de Telecomunicación de la Universidad Politécnica de Madrid (ETSIT-UPM), donde comenzó a interesarse por la tecnología a raíz de experiencias personales relacionadas con la conectividad y la curiosidad por entender el funcionamiento de dispositivos y redes. Se especializó en inteligencia artificial cursando el doble máster de procesado de señales, aprendizaje automático (AA) y big data.
Compaginó su etapa universitaria con una carrera como jugadora de baloncesto, llegando a formar parte de la selección española femenina. Sin embargo, abandonó la práctica deportiva profesional para centrarse en la ingeniería y la investigación, participando en proyectos sobre ciudades inteligentes. En 2014, desarrolló una aplicación destinada a conectar a mujeres que salían a correr solas, vinculada a la iniciativa Mujeres que corren. Posteriormente, vivió más de un año en Pekín, donde se formó en desarrollo de software, y amplió su formación en emprendimiento y estrategia tecnológica.
En 2019, fundó Saturno Labs, una empresa que aplica tecnologías emergentes, especialmente inteligencia artificial, al desarrollo de productos orientados al bienestar social, en campos como la medicina, la psicología y los servicios sociales. La compañía ha creado más de 20 soluciones tecnológicas, entre ellas herramientas para el monitoreo de pacientes hospitalizados, aplicaciones móviles, plataformas educativas, chatbots y sistemas basados en aprendizaje automático para análisis de datos. Saturno Labs fue la primera empresa española seleccionada para participar en el Alexa Prize de Amazon, una competición internacional de inteligencia artificial conversacional.
Rodríguez también es profesora universitaria y vicepresidenta de la Fundación Unoentrecienmil, dedicada a la investigación contra la leucemia infantil.

## Reconocimientos
En 2021, Natalia Rodríguez Núñez-Milara fue incluida por la revista Forbes en su lista de Los 21 protagonistas del cambio, una selección de personas destacadas por impulsar transformaciones relevantes en distintos sectores. Ese mismo año, también fue incorporada al Top 100 Mujeres Líderes en España de la revista Emprendedores, que destaca el liderazgo femenino en diferentes ámbitos profesionales y sociales.
En 2023, el Ministerio de Ciencia e Innovación la galardonó con el Premio Nacional de Innovación en la categoría ‘Joven Talento Innovador’, que valora la multidisciplinariedad y la creatividad en el desarrollo de proyectos de emprendimiento y crecimiento empresarial innovador, convirtiéndose en la primera mujer en recibir esta distinción. Al año siguiente, en el marco de la celebración del Mobile World Congress 2024, la revista Forbes la incluyó en la lista  de las 35 mujeres españolas líderes en tecnología.
También en 2024, recibió el Premio de Inteligencia Artificial y Big Data 2024 de la Asociación Española de Ingenieros de Telecomunicación (AEIT-Madrid), por su aportación para acercar la ingeniería de telecomunicación a la sociedad.